# Benedikt Quadri
Benedikt Quadri, avstrijski jezuit, filozof in teolog, * 11. november 1659, Wiener Neustadt, † 2. september 1731, Dunaj.
Bil je rektor Jezuitskega kolegija v Wiener Neustadtu (16. november 1698-28. november 1700), v Passau (3. oktober 1706-19. januar 1710) in v Ljubljani (29. oktober 1722 - 14. november 1725). 